# Berliner Bundestagsabgeordneter
Als Berliner Bundestagsabgeordnete (oder kurz: Berliner Abgeordnete) werden die Mitglieder des Deutschen Bundestages aus West-Berlin in der Zeit der Deutschen Teilung (1949–1990) bezeichnet. Sie wurden nicht durch Bundestagswahlen gewählt, sondern durch die Stadtverordnetenversammlung bzw. das Abgeordnetenhaus von Berlin bestimmt und hatten im Bundestag bis 1990 nur stark eingeschränkte Stimmrechte. Dieser Sonderstatus bestand von der 1. Wahlperiode bis zur 11. Wahlperiode des Bundestages.

## Historische Entwicklung
Da Berlin infolge des so genannten Vier-Mächte-Status nicht von der Bundesrepublik aus regiert werden durfte, musste das Abgeordnetenhaus von Berlin Bundesgesetze jeweils durch eine eigene Abstimmung auch in Berlin in Kraft setzen; die Gesetze selbst enthielten eine entsprechende Berlin-Klausel. 
Umgekehrt durfte aber auch die Bevölkerung von Berlin, wiederum als Folge des Vier-Mächte-Status, nicht an der Gesetzgebung in der Bundesrepublik Deutschland teilhaben. Bundestagswahlen fanden daher ab 1949 bis zur Bundestagswahl 1990 in Berlin nicht statt. Stattdessen wählte das Abgeordnetenhaus von Berlin entsprechend den dortigen politischen Kräfteverhältnissen die Berliner Abgeordneten am Tage der jeweiligen Bundestagswahl in den Deutschen Bundestag. Diese hatten nach der Geschäftsordnung des Bundestages zwar ein uneingeschränktes Rederecht, sie konnten auch Funktionen im Parlament übernehmen – Hans-Jochen Vogel etwa war nach der Bundestagswahl 1983 als Berliner Abgeordneter in den Bundestag eingezogen und wurde Vorsitzender der SPD-Fraktion – sie waren aber bis auf Abstimmungen zur Geschäftsordnung nicht stimmberechtigt.
Bei solchen Abstimmungen, bei denen die Stimmen förmlich ausgezählt wurden, wurden die Stimmen der Berliner Abgeordneten daher gesondert ermittelt und bekannt gegeben.
Ihr volles Stimmrecht bekamen die Berliner Bundestagsabgeordneten am 8. Juni 1990 und damit bereits vor der Bundestagswahl vom 2. Dezember des Jahres und auch vor den von der DDR-Volkskammer bestimmten Bundestagsabgeordneten, die dem Parlament ab dem 3. Oktober 1990 mit vollem Stimmrecht angehörten.
Bereits zur Bildung des Parlamentarischen Rats 1948 entsandte die infolge der Teilung Berlins nur in den Westsektoren der Stadt gewählte Berliner Stadtverordnetenversammlung fünf nicht stimmberechtigte Abgeordnete (drei von der SPD, je einer von CDU und FDP).

## Übersicht
| Wahlperiode                       | SPD | CDU | FDP | FDV | AL | gesamt |
| --------------------------------- | --- | --- | --- | --- | -- | ------ |
| Parlamentarischer Rat (1948–1949) | 3   | 1   | 1   |     |    | 5      |
| 1. (1949–1952)                    | 5   | 2   | 1   |     |    | 8      |
| 1. (1952–1953)                    | 9   | 5   | 5   |     |    | 19     |
| 2. (1953–1957)                    | 11  | 6   | 5   |     |    | 22     |
| 3. (1957–1961)                    | 12  | 7   | 2   | 1   |    | 22     |
| 4. (1961–1965)                    | 13  | 9   |     |     |    | 22     |
| 5. (1965–1969)                    | 15  | 6   | 1   |     |    | 22     |
| 6. (1969–1972)                    | 13  | 8   | 1   |     |    | 22     |
| 7. (1972–1976)                    | 12  | 9   | 1   |     |    | 22     |
| 8. (1976–1980)                    | 10  | 11  | 1   |     |    | 22     |
| 9. (1980–1983)                    | 10  | 11  | 1   |     |    | 22     |
| 10. (1983–1987)                   | 9   | 11  | 1   |     | 1  | 22     |
| 11. (1987–1990)                   | 7   | 11  | 2   |     | 2  | 22     |